# Євдокимов Денис Васильович
Денис Васильович Євдокимов (1877, тепер Російська Федерація — ?) — радянський діяч. Член ВЦВК. Член Центральної контрольної комісії ВКП(б) у 1925—1927 роках.

## Життєпис
До 1918 року працював робітником-пекарем.
Член РСДРП(б) з грудня 1917 року.
У 1919 році був заарештований білогвардійцями за більшовицьку діяльність, перебував 7 місяців у в'язниці.
Був одним із організаторів радянської влади і зачинателем колгоспного руху на Ставропіллі.
У 1920 році створив комуну імені Леніна та був її беззмінним керівником і секретарем партійного осередку сільськогосподарської комуни. 
На 1925 рік — член Ставропольської окружної контрольної комісії на Північному Кавказі.
На початку 1930-х років комуну імені Леніна реорганізували в сільськогосподарську артіль імені Комінтерну (потім — колгосп імені Сталіна Спицевського району Північно-Кавказького (Ставропольського) краю), Дениса Євдокимова обрали головою колгоспу.
Після смерті, на честь Дениса Євдокимова в 1950 році назвали колгоспну бібліотеку.